# Kutless
Kutless – amerykański zespół grający rocka chrześcijańskiego. Wszyscy członkowie zespołu pochodzą z Portland (Oregon), USA.

## Historia
Zespół założony w 2000 i początkowo nazywał się "Call Box", jednak członkowie grupy zmienili nazwę na "Kutless" zanim jeszcze wyszła ich pierwsza płyta w 2002 roku. Nazwę Kutless stworzyli w oparciu o jeden z cytatu w Biblii. Ich pierwsza płyta nosi nazwę taką jak nazwa zespołu czyli Kutless, z której singel "Run" odniósł ogromny sukces zdobywając pierwsze miejsce w rankingu najczęściej granych piosenek od 5 lat na ChristianRock.net.
W 2004 po nagraniu drugiego albumu Sea of Faces pojechali na pierwszą trasę koncertową X 2004. W tym samym roku mieli wystąpić na Letnich igrzyskach olimpijskich w Grecji, ale nie dolecieli ponieważ linie lotnicze zawiesiły lot.
W 2005 powstał ich trzeci album Strong Tower. Tuż po nagraniu tej płyty zespół opuścili basista Kyle Zeigler i perkusista Kyle Mitchell. Ich miejsca zapełnili basista Dave Leutkenhoelter i perkusista Jeffrey Gilbert, obaj z zespołu Seven Places grającego również chrześcijańskiego rocka, który się rozpadł. W tym samym roku grupa wyruszyła w trasę koncertową z płytą Strong Tower.
Piosenka "Strong Tower" z albumu o tej samej nazwie dotarła do 1 miejsca na 20, The Countdown Magazine, ogólnoświatowego chrześcijańskiego pokazu muzyki.
Amerykańska stacja MTV2 pokazywała teledyski: "Shut Me Out", "Somewhere in the Sky" i inne.
W kwietniu 2007 z zespołu odszedł gitarzysta Ryan Shrout (u jego córki stwierdzono rzadką chorobę oka), uprzednio składając propozycję gry w Kutless swojemu dobremu koledze Nickowi Departee, który dotychczas pracował w zespole jako techniczny od gitar.
Pod koniec 2005 grupa przystąpiła do nagrywania kolejnej czwartej płyty Hearts of the Innocent, która została wydana 21 marca 2006, a niewiele później Kutless wyruszyło na trasę promować nowy album. Jesienią 2006 zarejestrowano koncert w rodzinnym Portland, z którego pochodzi płyta CD/DVD "Live from Portland".
Początek 2008 roku Kutless spędzili w studiu, przygotowując kolejny, piąty album To Know That You're Alive, który ujrzał światło dzienne 24 czerwca. Odrodzony zespół z nowym gitarzystą przystąpił do promowania swego najnowszego dzieła.
W 2009 zespół wydał It Is Well, najnowszy album, który muzycznie jest ukłonem w kierunku pop-rocka, w stylu płyty Strong Tower.

## Członkowie
- Jon Micah Sumrall – śpiew (od 2001)
- James Mead – gitara, śpiew (od 2001)
- Dave Leutkenhoelter – gitara basowa (od 2005)
- Jeffrey Gilbert – perkusja (od 2005)
- Nick Departee – gitara (od 2007)

## Byli członkowie
- Nathan "Stu" Stuart – gitara (2001–2002)
- Kyle Zeigler – gitara basowa (2001–2005)
- Kyle Mitchell – perkusja (2001–2005)
- Ryan Shrout – gitara, śpiew (2001–2007)

## Dyskografia

### Albumy
- Kutless (2002)
- Sea of Faces (2004)
- Strong Tower (2005)
- Hearts of the Innocent (2006)
- Strong Tower: Deluxe Edition (2007)
- To Know That You're Alive (2007)
- It Is Well (2009)
- Believer (2012)

### Składanki
- Open MIC Karaoke Volume 1
- Music Inspired by the Chronicles of Narnia: The Lion, the Witch, and the Wardrobe (2005)
- WOW Christmas (2005)
- X Worship 2006
- X 2006
- X 2005
- X 2004
- X 2003

### DVD
- Kutless DVD (2002)
- Hearts of the Innocent Special Edition DVD
- Live from Portland CD/DVD